# Jualbup Lake
Jualbup Lake är en sjö i Australien. Den ligger i delstaten Western Australia, nära delstatshuvudstaden Perth. 
Runt Jualbup Lake är det i huvudsak tätbebyggt. Runt Jualbup Lake är det mycket tätbefolkat, med 1 754 invånare per kvadratkilometer. Genomsnittlig årsnederbörd är 1 018 millimeter. Den regnigaste månaden är maj, med i genomsnitt 176 mm nederbörd, och den torraste är februari, med 9 mm nederbörd.